# Natalie Perrey
Pour les articles homonymes, voir Perrey.
Natalie Perrey ou Nathalie Perrey, née à Metz le 28 février 1929 et morte dans le  14e arrondissement de Paris le 26 mars 2012, est une actrice, monteuse et scripte française.

## Biographie
Élève au cours Raymond Girard dans la promotion dont sortiront Jean-Paul Belmondo, Françoise Fabian, Annie Girardot, Jean-Pierre Marielle et Jean Rochefort, elle doit renoncer, pour une question d'âge, à se présenter à l'examen d'entrée du Conservatoire national supérieur d'art dramatique et entame rapidement une carrière de danseuse.
Devenue ensuite monteuse, scripte et costumière, elle collabore à partir des années 1960 à diverses réalisations de Jean-François Davy (pour lequel elle œuvre également comme co-scénariste ou adaptatrice), Robert Lapoujade, Jean-Pierre Mocky, F.J. Ossang et Jean-Pierre Bastid.
En 1969, peu de temps après avoir pris part aux États généraux du cinéma consécutifs à l'« affaire Langlois », elle entame un long compagnonnage professionnel avec Jean Rollin dont elle devient, peu à peu, l'éminence grise. C'est également lui qui la fait débuter comme comédienne à l'écran dans La Vampire nue. Elle réapparaîtra par la suite dans une demi-douzaine de films tournés par ce pape de la « série Z », interprétant avec la même constance des mères possessives (Lèvres de sang), des amnésiques (La Nuit des traquées), des bonnes sœurs (Les Deux Orphelines vampires) et des sorcières (La Fiancée de Dracula).
En 2009, elle poursuit sa carrière de technicienne, comme scripte, notamment sur les films du réalisateur marocain Daoud Aoulad-Syad, avec qui elle a tourné huit films dont Le Cheval de vent et En attendant Pasolini, long métrage qui a reçu le grand prix du festival de film du Caire en 2007. Elle s'investit également dans les projets de films de Johann G. Louis , dont L'Histoire de Marie où elle tient également un rôle secondaire.
Fin janvier 2009-début 2010, elle tourne une fois de plus en tant que scripte au Maroc le nouveau long métrage de Daoud Aoulad-Syad qu'elle a également monté. En mai 2010, elle accompagne le tournage d'une web-série interactive, réalisée par l'association Le temps presse, en tant que scripte et accessoiriste.

### Famille
Natalie Perrey est la mère de la comédienne Cyrille Gaudin, qui fut (sous le nom de Cyrille Iste) « la fiancée de Dracula » dans le film homonyme.

## Filmographie sélective

### Actrice

#### Courts métrages
- 1970 : On ne se dit pas tout entre époux de Jacques Doillon
- 2004 : Quelque Chose de mal de Namir Abdel Messeeh
- 2009 : L'Histoire de Marie de Johann G. Louis

### Technicienne
(Hors films précédemment cités.)
- 1969 : Hallucinations sadiques de Jean-Pierre Bastid
- 1970 : Le Frisson du vampire de Jean Rollin
- 1971 : Requiem pour un vampire de Jean Rollin
- 1972 : Les Petits Enfants d'Attila de Jean-Pierre Bastid
- 1973 : Q de Jean-François Davy
- 1976 : Le Roi des bricoleurs de Jean-Pierre Mocky
- 1979 : Le Piège à cons de Jean-Pierre Mocky
- 1979 : Saloperie de rock and roll de Jean-Noël Delamarre
- 1985 : L'Affaire des divisions Morituri de F. J. Ossang
- 1989 : Le Trésor des îles Chiennes de F. J. Ossang
- 2000 : Ma sexualité de A à Z de Brigitte Lahaie
- 2006 : Cours Solange Sicard d'Armel de Lorme et Gauthier Fages de Bouteiller (documentaire)

## Théâtre
- 1991 : Le Roi pêcheur de Julien Gracq, mise en scène Jean-Paul Lucet, Théâtre des Célestins